# Saqueo de Cashel
El saqueo de Cashel (también conocido como la masacre de Cashel) tuvo lugar en el condado irlandés de Tipperary en el año 1647, durante las Guerras confederadas de Irlanda, parte de las Guerras de los Tres Reinos. La ciudad de Cashel estaba en manos del Ejército Católico Confederado de Munster y fue sitiada y tomada por el ejército inglés protestante parlamentarista de Murrough O'Brien el Barón de Inchiquin. El ataque y saqueo de la ciudad fue uno de los incidentes más brutales de la guerra.

## El motín de Munster
El Saqueo de Cashel ocurrió en el contexto de un complejo conflicto localizado en el sur de Irlanda. En 1642, la mayoría de la provincia de Munster había caído en manos de los irlandeses católicos con la excepción de ciudad de Cork y unas cuantas ciudades a lo largo de la costa del sur, que permanecieron en manos de los protestantes, la mayoría colonos ingleses. Desde entonces, el control de la provincia había estado disputado entre la Confederación católica, y los protestantes, dirigidos por el Conde de Inchiquin.
La guerra civil inglesa aumentó más aún el grado de fragmentación, ya que los católicos apoyaban al rey Carlos I, y los protestantes, desde 1643, al Parlamento inglés. Aún más, los Confederados se hallaban divididos sobre las condiciones en las que estarían dispuestos a firmar un acuerdo con el Rey. Entre sus filas se creó un profundo desencuentro en 1647 entre los que estaban dispuestos a aceptar una mera tolerancia hacia los católicos a cambio de su apoyo a los realistas y los que quería que Irlanda fuera en efecto, un reino católico, si bien bajo la soberanía de los Estuardo. Estas discusiones lastrarían fatalmente las actuaciones militares de los Confederados de Munster y facilitarían el saqueo protestante de Cashel.
El 12 de junio de 1647, Donough MacCarthy, el Vizconde de Muskerry llegó al campamento de los Confederados Irlandeses de Munster. El Vizconde era probablemente el más poderoso líder Confederado de la provincia y era conocido por sus simpatías hacia la cabeza de los realistas, el duque de Ormonde. En ese momento, el ejército de Munster estaba mandado por el conde de Glamorgan, un noble católico inglés que había recibido la jefatura del ejército por el Consejo Confederado Supremo por su equidistancia política, al no alinearse con ninguno de los bandos.
Glamorgan no era popular, en parte por su condición inglesa, pero también porque carecía de recursos para pagar regularmente a los soldados. Muskerry estaba insatisfecho con la dirección que estaba tomando el Consejo Confederado bajo la influencia de Rinuccinni y se dio cuenta de que estaba en disposición de influir sobre el ejército de Munster y así fortalecer su posición.
Se ganó al ejército en una hora. Poco después tuvo lugar una ceremonia en la que Glamorgan entregó a Muskerry el mando, aunque esto fue únicamente para salvar las apariencias. Muskerry quería dedicar todo su esfuerzo a la política de la Confederación, y casi inmediatamente después de la ceremonia, Muskerry cedió el mando a Theobald Taaffe, un noble que se había unido a los Confederados Irlandeses, pero que simpatizaba también con los Realistas. Desgraciadamente para los Confederados Lord Taafe desmostraría ser uno de los líderes militares más incompetentes durante los siguientes años.
Peor aún, mientras que el ejército irlandés se hallaba bloqueado por las intrigas de sus comandantes, las fuerzas protestantes de Inchiquin se habían embarcado en una campaña altamente destructiva en el territorio controlado por los Confederados.

## Ofensiva de Inchiquin
En el verano de 1647 el barón de Inchiquin, el comandante protestante irlandés del ejército protestante de Cork, comenzó una campaña contra los baluartes católicos irlandeses en Munster. Los condados de Limerick y Clare fueron arrasados y pronto volvió su atención contra los boyantes condados orientales de Munster. A comienzos de septiembre, sus fuerzas tomaron el Castillo de Cahir en Tipperary. Este poderoso castillo estaba bien situado para convertirse en una base del ejército protestante de Cork, y fue utilizado para saquear y devastar los alrededores. El ejército de Munster, dirigido por Lord Taaffe no realizó ningún intento serio para oponerse a Inchiquin, probablemente por las maniobras políticas de Muskerry y otros señores irlandeses, que esperaban mantener intacto al ejército de Munster para utilizarlo para sus propios planes. De esa forma, se dejó a Inchiquin manos libres para atacar la ciudad y centro eclesiástico de Cashel.

## El ataque
Inchiquin había lanzado ya dos pequeños ataques contra Cashel, y ahora se encontraba la ocasión para atacar con contundencia. Las fuerzas Parlamentaristas conquistaron primero el cercano Castillo de Roche, ejecutando a la guarnición. Este ataque aterró a los habitantes locales de la región, algunos de los cuales se refugiaron en escondites, mientras que cientos de ellos se dirigieron a la Roca de Cashel, un lugar más protegido que la propia ciudad. Lord Taaffe había colocado a seis compañías en el cementerio fortificado de la iglesia que se ubicaba en la cima de la roca, aunque él no se quedó allí, dejando el mando al Gobernador Teniente-Coronel Butler.
Al llegar con su ejército a la Roca, Inchiquin exigió la rendición en una hora. Los defensores ofrecieron entrar en negociaciones, pero su oferta fue rechazada, y en la tarde de 15 septiembre comenzó el asalto. Se recordó a los Parlamentaristas las atrocidades cometidas anteriormente por los católicos y se iniciaron las operaciones. El ataque fue dirigido por unos 150 oficiales de caballería desmontados con el resto de la infantería detrás; las tropas montadas flanqueaban a la infantería para animar su avance. Los soldados irlandeses intentaron rechazar a los atacantes con picas mientras que los civiles del interior lanzaban rocas desde las murallas: por su parte, los atacantes lanzaban flechas incendiarias, prendiendo fuego a algunos de los edificios. Aunque numerosos atacantes resultaron heridos, los Parlamentaristas consiguieron traspasar las murallas, empujando a la guarnición dentro de la iglesia.
Inicialmente, los defensores irlandeses consiguieron proteger la Iglesia, evitando que los atacantes franquearan las puertas, pero los Protestantes comenzaron a poner escaleras de mano contra los muros y entraron en el edificio a través de las ventanas. La lucha se extendió por otra media hora hasta que los defensores se retiraron a la torre. Sólo resistían sesenta soldados, que aceptaron rendirse. Sin embargo, después de deponer las armas, fueron asesinados.

## El saqueo
Al final todos los soldados (salva un solo mayor) y la mayoría de los civiles en la Roca fueron asesinados por los atacantes. El Obispo y el Alcalde de Cashel junto con unas cuantas personas más sobrevivieron refugiándose en un escondite secreto. Aparte de ellos, se salvaron unas pocas mujeres, después de ser despojadas de sus ropas, y un pequeño número de civiles ricos que fueron hechos prisioneros, pero estas fueron las excepciones. En general, cerca de 1,000 personas fueron asesinadas, entre ellos el Teniente Coronel Butler y el erudito católico Theobald Stapleton.
A la masacre le siguió el saqueo. Había gran cantidad de objetos de valor, ya que aparte de cálices y vestiduras litúrgicas, muchos de los civiles asesinados habían llevado con ellos sus objetos de valor. La espada y la maza del alcalde de Cashel, así como el coche del obispo fueron capturados. El saqueo estuvo acompañado de actos de iconoclastia, con destrucción de las estatuas y cuadros. La desierta ciudad de Cashel fue también incendiada.

## Consecuencias
Las atrocidades de Cashel causaron un profundo impacto en Irlanda, ya que fue la peor atrocidad cometida en Irlanda desde el comienzo de los disturbios en 1641. Anteriormente, la masacre más infame cometida sobre la población católica fue la de Timolin en 1643, cuando 200 civiles fueron asesinados por los Realistas ingleses de Ormonde, pero muchos más fueron asesinados en Cashel, y la Roca de Cashel era uno de los principales y más sagrados lugares de Irlanda. La matanza de la guarnición de Cashel y la subsiguiente devastación del Munster católico le granjeó a Inchiquin el apodo irlandés de Murchadh na Dóiteáin o "Murrough el Pirómano".
Los efectos políticos sobre la confederación irlandesa fueron también profundos, sirviendo para exacerbar la ruptura entre el partido católico de Giovanni Battista Rinuccini y los simpatizantes del Realista duque de Ormonde. El primero se mostró encolerizado por el ataque y clamaba venganza contra Inchiquin y su ejército, pero la facción Ormondista vio el Saqueo de Cashel y una expedición posterior de Inchiquin al condado de Kilkenny como una prueba de que era imposible defender Irlanda sin el apoyo Realista. En el corto plazo, Lord Taffe recibió fuertes presiones del Consejo d la jefatura de los confederados para buscar el enfrentamiento con Inchiquin. Cuando por fin ambos ejércitos se encontraron en noviembre, el políticamente dividido y mal dirigido ejército de Munsterfue derrotado y destruido en la batalla de Knocknanuss. Este sería el segundo ejército Confederado en ser destruido en menos de seis meses, después de la aniquilación del ejército de Leinster en la batalla de Dungan's Hill en agosto.
Como consecuencia, a los Confederados no les quedó otra opción que firmar una tregua con Inchiquin, lo que no gustó a muchos de los Confederados y clero católico, horrorizados ante las brutales tácticas de Inchiquin en Munster. Estas divisiones provocarían una breve pero sangrienta guerra civil entre los irlandeses confederados en 1648. Inchiquin retiró su apoyo al Parlamento inglés ese mismo año y se alió a los Confederados dentro de los realistas.
A pesar de la masacre, Inchiquin se convirtió al catolicismo durante su exilio en Francia 1656.